# أنديرس درير
أنديرس درير (بالدنماركية: Anders Dreyer)‏ هو لاعب كرة قدم دنماركي، ولد في 2 مايو 1998 في Bramming ‏ في الدنمارك. شارك مع منتخب الدنمارك تحت 21 سنة لكرة القدم. أما مع النوادي، فقد لعب مع برايتون أند هوف ألبيون.

## وصلات خارجية
- أنديرس درير على موقع الاتحاد الأوربي (الإنجليزية)
- أنديرس درير على موقع الدوري الأمريكي (الإنجليزية)
- أنديرس درير على موقع قاعدة بيانات كرة القدم.إي يو (الإنجليزية)
- أنديرس درير على موقع ناشيونال فوتبول تيمز (الإنجليزية)
- أنديرس درير على موقع Soccerway.com (الإنجليزية)
- أنديرس درير على موقع عالم كرة القدم.نت (الإنجليزية)